# Els Amics de les Arts

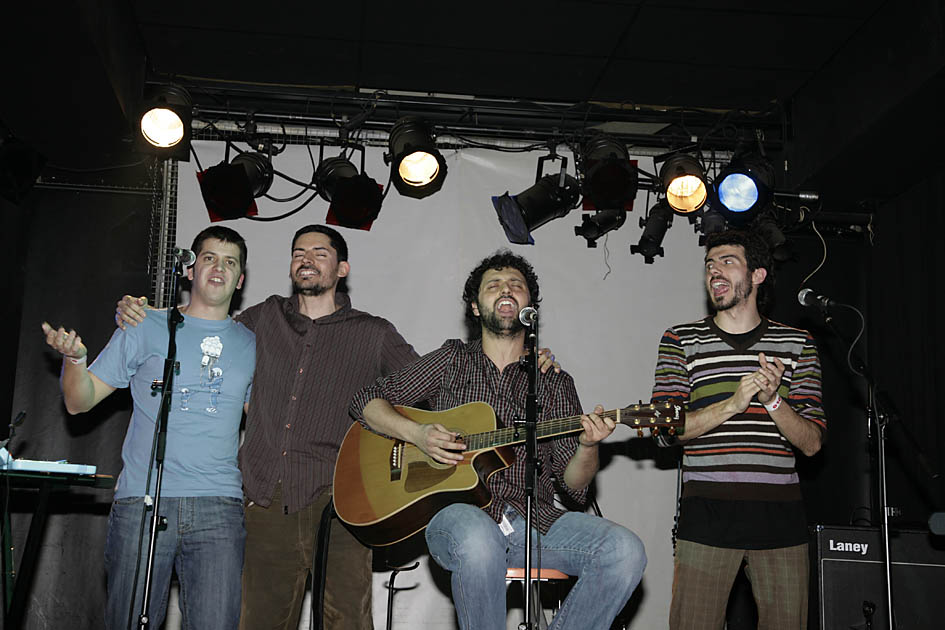
Zespół w 2009 roku

Els Amics de les Arts – kataloński zespół folk-popowy założony w Barcelonie w 2005 roku.
Pierwotnie zespół tworzyli Eduard Costa Garangou, Joan Enric Barceló, Ferran Piqué Fargas i Dani Alegret Ruiz. W 2005 roku wydali demo Catalonautes, z którym wygrali głosowanie publiczności w konkursie Sona9, przeznaczonym dla początkujących katalońskich wykonawców. Rok później grupa opublikowała kolejne demo, Roulotte Polar, a w 2008 – pierwszą płytę, Castafiore Cabaret.
Ich kolejny album, Bed & Breakfast (2009) otrzymał dziesięć nagród magazynu Enderrock, w tym dla najlepszej płyty roku, a także został katalońską płytą roku w głosowaniu słuchaczy Ràdia 4. W 2011 roku album ten uzyskał status złotej płyty, a także znalazł się na 13. miejscu hiszpańskiej oficjalnej listy sprzedaży.
W 2012 roku zespół wydał kolejną płytę, Espècies per catalogar, która dotarła do czwartego miejsca na hiszpańskiej liście sprzedaży i otrzymała status złotej. Dwa utwory z tego albumu otrzymały nagrody magazynu Enderrock: „Monsieur Cousteau” za najlepszy teledysk, a „Louisiana o els camps de cotó” za najlepszy tekst. Sama grupa również w głosowaniu czytelników na najlepszy zespół poprockowy, wyróżniona przez redakcję została także strona internetowa zespołu. W 2013 roku grupa stworzyła oficjalną piosenkę zorganizowanych w Barcelonie mistrzostw świata w pływaniu, zatytułowaną „La ciutat entre dos blaus”.
W 2014 roku zespół wydał następny album, Només d'entrar hi ha sempre el dinosaure, który znalazł się na drugim miejscu hiszpańskiej listy sprzedaży, a także został nagrodzony przez Enderrock za najlepszą piosenkę „Ja no ens passa” oraz najlepszy projekt okładki. Płyta ta otrzymała status złotej.
W 2017 roku grupa opublikowała kolejny album, Un estrany poder, która znalazła się na drugim miejscu notowania hiszpańskiej listy sprzedaży. W 2018 roku ponownie otrzymała nagrodę magazynu Enderrock dla najlepszego zespołu. W listopadzie 2018 Eduard Costa opuścił zespół.
W 2020 roku zespół wydał akustyczną płytę, El senyal que esperaves, która dotarła do czwartego miejsca hiszpańskiej listy sprzedaży. W marcu 2023 grupa wydała album Allà on volia, a rok później jego kontynuację pt. Les paraules que triem no dir.

## Dyskografia
- Castafiore Cabaret (2008)
- Bed & Breakfast (2009)
- Espècies per catalogar (2012)
- Només d'entrar hi ha sempre el dinosaure (2014)
- Un estrany poder (2017)
- El senyal que esperaves (2020)
- Allà on volia (2023)
- Les paraules que triem no dir (2024)